# Pelle Edberg
Pelle Edberg (Jönköping, 13 april 1979) is een Zweedse golfprofessional.
De familie Edberg heeft een hotel met twee 18-holes golfbanen, waar Pelle op jonge leeftijd leert golfen van zijn vader Stefan en zijn broer Hans, die later zijn coach wordt.

## Professional
Edberg wordt in 1997 op 17-jarige leeftijd professional en gaat vanaf 1998 regelmatig naar de Tourschool, waar hij pas in 2004 een tourkaart haalt. Tot die tijd speelt hij in Zweden in de Nordic Golf League en op de Challenge Tour. Hij behaalde 4 overwinningen in de Nordic Golf League. 
De Europese Tour in 2005 levert niet genoeg op om zijn kaart te houden, dus in 2006 speelt hij voornamelijk op de Challenge Tour. Op de Tourschool haalt hij zijn kaart voor 2007. 
In 2007 eindigt hij in de Order of Merit op de 51ste plaats. Hij speelt 28 toernooien en haalt 14 cuts, waarbij drie Top-10 plaatsen bij. Bovendien speelt hij voor het eerst mee in het The Open Championship, waar hij 12de werd.
Na enkele jaren op de Challenge Tour kwalificeerde Edberg zich voor de Europese PGA Tour van 2014 waar hij enkele jaren zou spelen. Op 5 September 2020 behaalde Edberg zijn eerste overwinning in 14 jaar dankzij winst op de TanumStrand Fjällbacka Open in de Nordic Golf League. 

### Overwinningen
| Jaar | Toernooi                    | Tour                                          |
| ---- | --------------------------- | --------------------------------------------- |
| 2000 | Bankboken Tour 21 Pojkar #1 | Bankboken Tour                                |
| 2003 | Telia Grand Opening         | Telia Tour (Nordic Golf League)               |
| 2003 | Rönnebäck Open              | Scanplan Tour (Nordic Golf League)            |
| 2004 | Sundbyholm Open             | Telia Tour (Nordic Golf League)               |
| 2006 | Tourgolf Masters            | Telia Tour (Nordic Golf League)               |
| 2020 | TanumStrand Fjällbacka Open | MoreGolf Mastercard Tour (Nordic Golf League) |

### Resultaten op deMajors
| Major                 | 2007 | 2008 | 2009 | 2010 | 2011 | 2012 | 2013 | 2014 | 2015 | 2016 | 2017 | 2018 | 2019 | 2020 |
| --------------------- | ---- | ---- | ---- | ---- | ---- | ---- | ---- | ---- | ---- | ---- | ---- | ---- | ---- | ---- |
| Masters Tournament    |      |      |      |      |      |      |      |      |      |      |      |      |      |      |
| U.S. Open             |      |      |      |      |      |      |      |      |      |      |      |      |      |      |
| The Open Championship | T12  | CUT  |      |      |      |      |      |      | CUT  |      |      |      |      |      |
| PGA Championship      |      |      |      |      |      |      |      |      |      |      |      |      |      |      |

CUT = miste de cut halverwege

## Trivia
- Edberg heeft altijd een band om zijn hoofd, net als op de foto, nooit een gewone pet.